# Landsmål
Landsmål es el nombre dado por Ivar Aasen a la ortografía noruega creada por él en el siglo XIX. La palabra landsmål significa lengua nacional. En 1885 ésta fue adoptada como lengua oficial en Noruega junto con el danés. El landsmål fue renombrado como nynorsk. Erróneamente el nombre landsmål a veces se interpreta como un idioma rural o idioma del campo.
Previo al advenimiento del landsmål no existía una escritura estándar para el idioma noruego, aunque el danés escrito, el cual era el idioma escrito comúnmente en Noruega y generalmente comprendido por sus habitantes, era a veces llamado noruego. La lengua escrita más ampliamente difundida en Noruega es el bokmål, un descendiente norueguizado del idioma danés.
En 1938 el nynorsk comenzó una reforma ortográfica radical. El término landsmål se refiere a la versión del nynorsk previo a 1938. Una minoría todavía utiliza los estándares del landsmål, contemporáneamente llamado høgnorsk. 